# ITF La Marsa
Das ITF La Marsa (offiziell: Open de La Marsa) ist ein Tennisturnier der ITF Women’s World Tennis Tour, das in La Marsa ausgetragen wird.

## Siegerliste

### Einzel
| Jahr | Kategorie | Belag     | Siegerin            | Finalgegnerin         | Ergebnis         |
| ---- | --------- | --------- | ------------------- | --------------------- | ---------------- |
| 2008 | $10.000   | Sand      | Fatima El Allami    | Davinia Lobbinger     | 7:60, 6:2        |
| 2009 | $10.000   | Sand      | Irene Santos Bravo  | Cindy Chala           | 7:65, 1:6, 6:4   |
| 2010 | $10.000   | Sand      | Amanda Carreras     | Erika Zanchetta       | 7:64, 6:0        |
| 2011 | $10.000   | Sand      | Anastasia Grymalska | Martina Caregaro      | 7:5, 2:6, 6:3    |
| 2012 | $25.000   | Sand      | Elina Switolina     | Isabella Shinikova    | 7:64, 7:65       |
| 2013 | $25.000   | Sand      | Yvonne Meusburger   | Wiktorija Kan         | 6:3, 6:4         |
| 2014 | $25.000   | Sand      | Andrea Gámiz        | Tereza Mrdeža         | 3:6, 6:0, 6:4    |
| 2015 | $25.000   | Sand      | Romina Oprandi      | Anastasija Sevastova  | 6:3, 6:3         |
| 2016 | $25.000   | Sand      | Wiktorija Kan       | Galina Woskobojewa    | 6:4, 6:4         |
| 2017 | $25.000   | Sand      | Myrtille Georges    | Alexandra Panowa      | 6:1, 6:1         |
| 2023 | W25       | Hartplatz | Rutuja Bhosale      | Anastassija Gassanowa | 0:6, 6:3, 6:4    |
| 2023 | W40       | Hartplatz | Jana Kaladsinskaja  | Justina Mikulskytė    | 6:2, 2:0 Aufgabe |

### Doppel
| Jahr | Kategorie | Belag     | Siegerinnen                               | Finalgegnerinnen                         | Ergebnis          |
| ---- | --------- | --------- | ----------------------------------------- | ---------------------------------------- | ----------------- |
| 2008 | $10.000   | Sand      | Lina Bennani Fatima El Allami             | Davinia Lobbinger Mika Urbancic          | 4:6, 6:4, [11:9]  |
| 2009 | $10.000   | Sand      | Marcella Koek Irene Santos-Bravo          | Zuzana Linhová Davinia Lobbinger         | Walkover          |
| 2010 | $10.000   | Sand      | Amanda Carreras Sheila Solsona-Carcasona  | Ximena Hermoso Ivette Lopez              | 6:4, 7:5          |
| 2011 | $10.000   | Sand      | Desiree Bastianon Steffi Distelmans       | Diana Isaeva Margarita Lasarewa          | 7:5, 6:2          |
| 2012 | $25.000   | Sand      | Ulrikke Eikeri Isabella Shinikova         | Mervana Jugić-Salkić Sandra Klemenschits | 6:3, 6:4          |
| 2013 | $25.000   | Sand      | Réka-Luca Jani Jewgenija Paschkowa        | Danka Kovinić Laura Pigossi              | 6:3, 4:6, [10:5]  |
| 2014 | $25.000   | Sand      | Andrea Gámiz Walerija Sawinych            | Xenia Knoll Pemra Özgen                  | 1:6, 7:66, [11:9] |
| 2015 | $25.000   | Sand      | Pemra Özgen İpek Soylu                    | Sopia Schapatawa Anastasija Wassyljewa   | 3:6, 6:3, [10:4]  |
| 2016 | $25.000   | Sand      | Witalija Djatschenko Galina Woskobojewa   | Wiktorija Kan Sabina Sharipova           | 6:3, 1:6, [12:10] |
| 2017 | $25.000   | Sand      | Katarzyna Kawa Jasmina Tinjić             | Dea Herdželaš Tereza Mrdeža              | 7:5, 6:4          |
| 2023 | W25       | Hartplatz | Anastassija Gassanowa Jekaterina Jaschina | Isabella Schinikowa Wei Sijia            | 7:5, 61:7, [11:9] |
| 2023 | W40       | Hartplatz | Marija Kosyrewa Wei Sijia                 | Kateryna Wolodko Hiroko Kuwata           | 5:7, 6:4, [10:6]  |

## Quelle
- ITF Homepage